# Jan Smeekens (schaatser)
Jan Smeekens (Raalte, 11 februari 1987) is een voormalig Nederlands langebaanschaatser. Hij was gespecialiseerd in de 500 meter. Van 2009 tot 2020 kwam Smeekens uit voor de ploeg van coach Jac Orie, Team LottoNL-Jumbo (voorheen onder andere Team BrandLoyalty). Op de Olympische Spelen van 2014 won Smeekens op de 500 meter zilver achter Michel Mulder, het verschil was twaalf duizendste van een seconde.

## Biografie

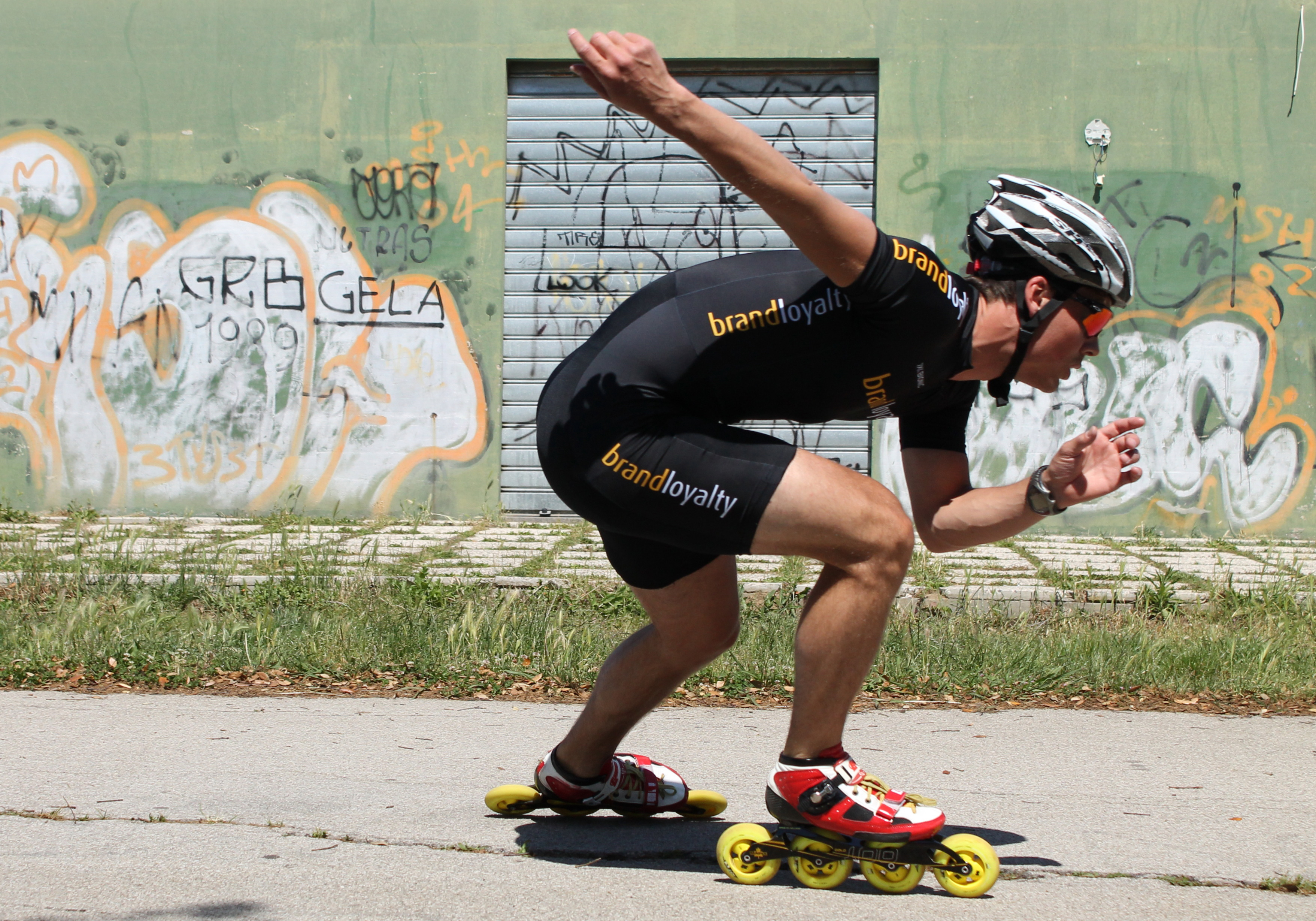
Smeekens tijdens een skeelertraining (Cecina, 2013)

In 2004 deed Smeekens al van zich spreken door bij de mondiale afstandskampioenschappen voor junioren in Moskou het goud te winnen op de 500 meter. Op 5 november 2004 maakte hij, nog als junior, zijn debuut op de NK afstanden met een 10e plaats op de 500 meter. Op 28 december 2005 wist hij zich tijdens de NK afstanden te plaatsen voor de World Cup-wedstrijden.
Een week later debuteerde hij bij het NK sprint voor senioren en schreef hij op de tweede dag de 500 meter op zijn naam. Mede dankzij die prestaties verdiende hij een contract bij het TVM-team. Hij werd samen met Wouter Olde Heuvel aan de ploeg toegevoegd. Tijdens de Oval Finals 2006 in Calgary reed Smeekens met de tijd 35,16 een Nederlands juniorenrecord op de 500 meter. Op 31 januari 2009 wist Smeekens tijdens de wereldbekerwedstrijd op de 500 meter in Erfurt zich naar een derde tijd te rijden, hetgeen zijn eerste medaille op een grote internationale wedstrijd betekende.
In de zomer van 2009 stapte de Sallander over naar de ploeg van coach Jac Orie, de Control-schaatsploeg. Bij de NK afstanden kroonde Smeekens zich voor de derde keer op rij Nederlands kampioen 500 meter, waarna hij in december ook tijdens het olympisch kwalificatietoernooi in Heerenveen zijn klasse toonde. Hij dwong definitieve plaatsing voor de Spelen af. Twee maanden later werd hij zesde op de 500 meter bij de Olympische Winterspelen in Vancouver.
Vlak na de Olympische Spelen won hij voor de eerste keer een World Cup-wedstrijd. Op 6 maart 2010 troefde hij in de Gunda-Niemann-Stirnemann-Halle al zijn concurrenten af. Een dag later herhaalde hij dat kunststukje, waarna hij in het daaropvolgende weekeinde in Thialf ook bij de World Cup-finale beide races over de 500 meter won.
Op 5 november 2010 werd Smeekens door Ronald Mulder onttroond als Nederlands kampioen op de 500 meter, wel reed hij twee goede races en plaatste hij zich voor de wereldbeker. Op 13 maart 2011 won Smeekens zijn eerste medaille op een WK. Hij reed naar brons op de 500 meter van de WK Afstanden in Inzell. De pupil van coach Jac Orie moest alleen de Zuid-Koreaan Lee Kyou-hyuk en de Japanner Joji Kato voor zich dulden.
Ook in het seizoen 2011/2012 zette hij de stijgende lijn voort. Hij won een World Cup-wedstrijd in Astana, waarna hij op 21 januari 2012 een nieuw Nederlands record op de 500 meter vestigde, met een tijd van 34,40 op de IJsbaan van Salt Lake City. Een jaar later scherpte hij dit record op de Olympic Oval van Calgary aan tot 34,32.
In het seizoen 2012/2013 was hij in de World Cup-wedstrijden oppermachtig op de 500 meter. Hij won zeven World Cup-wedstrijden, waarvan de laatste zes op een rij. Met 1130 punten kroonde Smeekens zich tot de eerste Nederlander ooit die de 500 m World Cup (schaatsen) won en was hij de opvolger van Uwe-Jens Mey die als eerste Europeaan de Cup won.
Ook op de afsluitende WK afstanden in Sotsji won Smeekens de eerste 500 meter. Hij maakte echter in de tweede omloop een foutje bij de start, waardoor hij zich uiteindelijk tevreden moest stellen met zilver.
Hij behaalde op de Olympische Winterspelen 2014 een zilveren medaille op de 500 meter, op twaalf duizendste van de winnaar, Michel Mulder.
Op 10 februari 2017 werd hij als eerste Nederlander ooit wereldkampioen op de 500 meter.
In maart 2020 kondigde Smeekens aan zijn carrière als wedstrijdschaatser te beëindigen.

### Privéleven
Jan Smeekens heeft een relatie met schaatsster Ingeborg Kroon. Het stel kreeg eind 2019 een dochter.

## Records

### Persoonlijke records[5]
| Afstand    | Tijd    | Datum            | Baan     |
| ---------- | ------- | ---------------- | -------- |
| 100 meter  | 9,69    | 14 februari 2009 | Enschede |
| 300 meter  | *22,78  | 14 februari 2009 | Enschede |
| 500 meter  | 34,32   | 19 januari 2013  | Calgary  |
| 1000 meter | 1.08,89 | 16 maart 2007    | Calgary  |
| 1500 meter | 1.48,44 | 15 maart 2007    | Calgary  |
| 3000 meter | 4.05,18 | 21 januari 2006  | Erfurt   |
| 5000 meter | 7.23,36 | 5 februari 2005  | Assen    |

* = Tevens het huidige Nationaal record.

### Nederlandse records
| Afstand   | Tijd  | Datum            | Baan           |
| --------- | ----- | ---------------- | -------------- |
| 100 meter | 9,69  | 14 februari 2009 | Enschede       |
| 300 meter | 22,78 | 14 februari 2009 | Enschede       |
| 500 meter | 34,40 | 21 januari 2012  | Salt Lake City |
| 500 meter | 34,32 | 19 januari 2013  | Calgary        |

### Wereldrecords (officieus)
| Afstand   | Tijd  | Datum            | Baan     |
| --------- | ----- | ---------------- | -------- |
| 300 meter | 22,78 | 14 februari 2009 | Enschede |

## Resultaten
| Jaar | NK Afstanden      | NK Sprint              | WK Sprint               | WK Afstanden | Olympische Spelen | Wereldbeker       |
| ---- | ----------------- | ---------------------- | ----------------------- | ------------ | ----------------- | ----------------- |
| 2005 | 10e 500m          |                        |                         |              |                   |                   |
| 2006 | 7e 500m 14e 1000m | 10e · (4e, 16e, , 18e) |                         |              |                   | 25e 500m          |
| 2007 | 500m · 25e 1000m  | 7e · (, 15e, , 14e)    |                         | 13e 500m     |                   | 12e 500m          |
| 2008 | 500m              | DNS2 (6e, -, -, -)     |                         | 16e 500m     |                   | 11e 500m          |
| 2009 | 500m              | 10e · (, 17e, , 17e)   |                         | 13e 500m     |                   | 11e 500m          |
| 2010 | 500m · 16e 1000m  | 4e · (, 8e, , 10e)     |                         |              | 6e 500m           | 500m              |
| 2011 | 500m · 12e 1000m  | · (, 4e, , 8e)         | 13e · (14e, 22e, , 15e) | 500m         |                   | 5e 500m           |
| 2012 | 500m · 14e 1000m  | 7e · (4e, 18e, , 12e)  |                         | 14e 500m     |                   | 4e 500m           |
| 2013 | 500m              | 7e · (, 11e, , 14e)    |                         | 500m         |                   | 500m              |
| 2014 | 500m              | 5e · (, 10e, , 13e)    |                         |              | 500m              | 500m              |
| 2015 | 500m              | 15e (6e, 21e, 4e, 21e) |                         |              |                   | 8e 500m           |
| 2016 | 500m              | 9e · (, 13e, , 15e)    |                         | 15e 500m     |                   | 21e 500m          |
| 2017 | 500m · 14e 1000m  | · (, 8e, , 9e)         |                         | 500m         |                   | 5e 500m 63e 1000m |
| 2018 | 5e 500m 13e 1000m |                        |                         |              | 10e 500m          | 4e 500m           |
| 2019 | 500m · 19e 1000m  | NS3 · (, 17e, DNS, -)  |                         | 12e 500m     |                   | 17e 500m          |
| 2020 | 500m              |                        |                         | 10e 500m     |                   | 39e 500m          |

DNF = niet gefinisht

### Wereldbekerwedstrijden[6]
| Seizoen   | 500m                                                              |
| --------- | ----------------------------------------------------------------- |
| 2005/2006 | -, -, 7e(b), 10e(b), -, -, 9e, 10e, 19e, 19e, 16e, 13e            |
| 2006/2007 | 6e, 13e, 7e, 12e, 13e, 13e, 15e, 16e, 7e, 9e, 19e, 8e             |
| 2007/2008 | 23e, 12e, 11e, 14e, 12e, 10e, 13e, 4e, 11e, 8e, 15e, 10e, 10e, 8e |
| 2008/2009 | 17e, 12e, 13e, 5e, 14e, 15e, 14e, 15e, 14e, 15e, 6e, , 11e        |
| 2009/2010 | 8e, 10e, 5e, , 14e, 9e, -, -, ,                                   |
| 2010/2011 | 4e, 9e, , 9e, 10e, , -, -, 6e, , 4e, 6e                           |
| 2011/2012 | , 5e, 14e, , 15e, 5e, , 6e, 14e, 11e, 6e,                         |
| 2012/2013 | , , 7e, ,                                                         |
| 2013/2014 | 7e, 7e, 6e, 16e, 4e, 10e, -, -, 4e, ,                             |
| 2014/2015 | , , 10e, 4e, 14e, 6e, 16e, , 17e, -, 15e, 7e                      |
| 2015/2016 | -, 3e(b), 6e, -, 13e, 7e, 8e, 10e(b)                              |
| 2016/2017 | 4e, 15, , -, -, 8e, , -, 4e,                                      |
| 2017/2018 | 1e(b), , 8e, 17e, 17e, -, -, -, ,                                 |

### Medaillespiegel
| Kampioenschap          | Goud · | Zilver · | Brons · |
| ---------------------- | ------ | -------- | ------- |
| NK Afstanden           | 6      | 4        | 1       |
| NK Sprint klassement   | 0      | 2        | 0       |
| NK Sprint afstanden    | 9      | 6        | 3       |
| WK Sprint klassement   | 0      | 0        | 0       |
| WK Sprint afstanden    | 0      | 1        | 0       |
| Wereldbeker 500m       | 16     | 8        | 6       |
| Wereldbeker klassement | 1      | 1        | 1       |
| WK Afstanden           | 1      | 0        | 2       |
| Olympische Spelen      | 0      | 1        | 0       |